# Endeavour (schip, 1934)
De Endeavour is een zeiljacht uit de J-klasse dat gebouwd werd in 1934 door de Engelse luchtvaartpionier Thomas Sopwith. Het werd speciaal ontworpen om deel te nemen aan de America's Cup. Het schip werd niet alleen geroemd om zijn snelheid maar ook om zijn schoonheid. De Endeavour won vele prijzen maar nooit de America's Cup.
Vanaf 1937 werd het schip meerdere malen doorverkocht. Uiteindelijk zonk het in 1970 in de Medinarivier op het Britse eiland Wight.
In 1984 werd de Endeavour herbouwd. Deze herbouwing vond grotendeels plaats bij de Nederlandse werf Royal Huisman. In 1989 werd het schip weer te water gelaten.

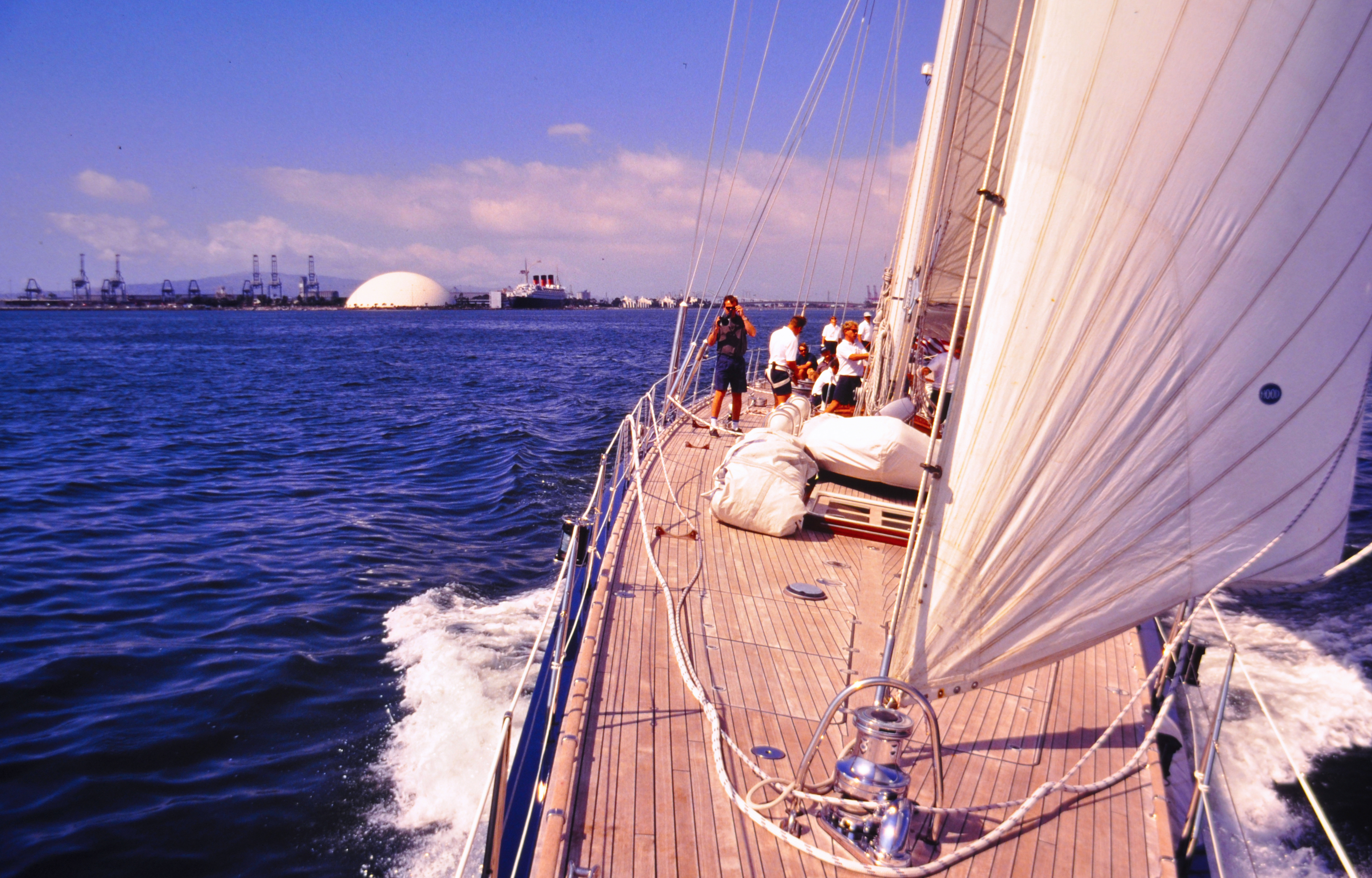
De Endeavour zeilt
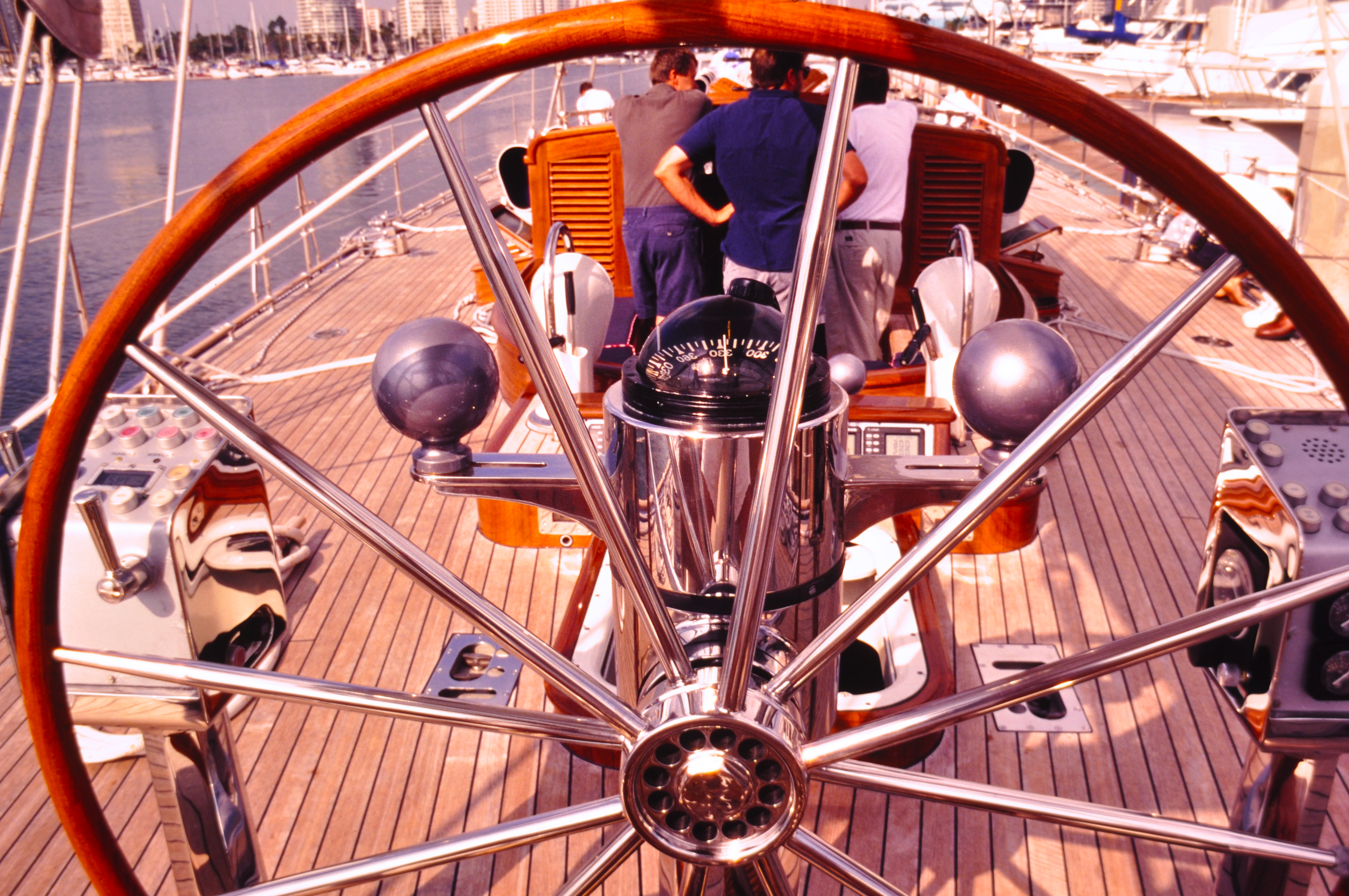
Het stuurwiel
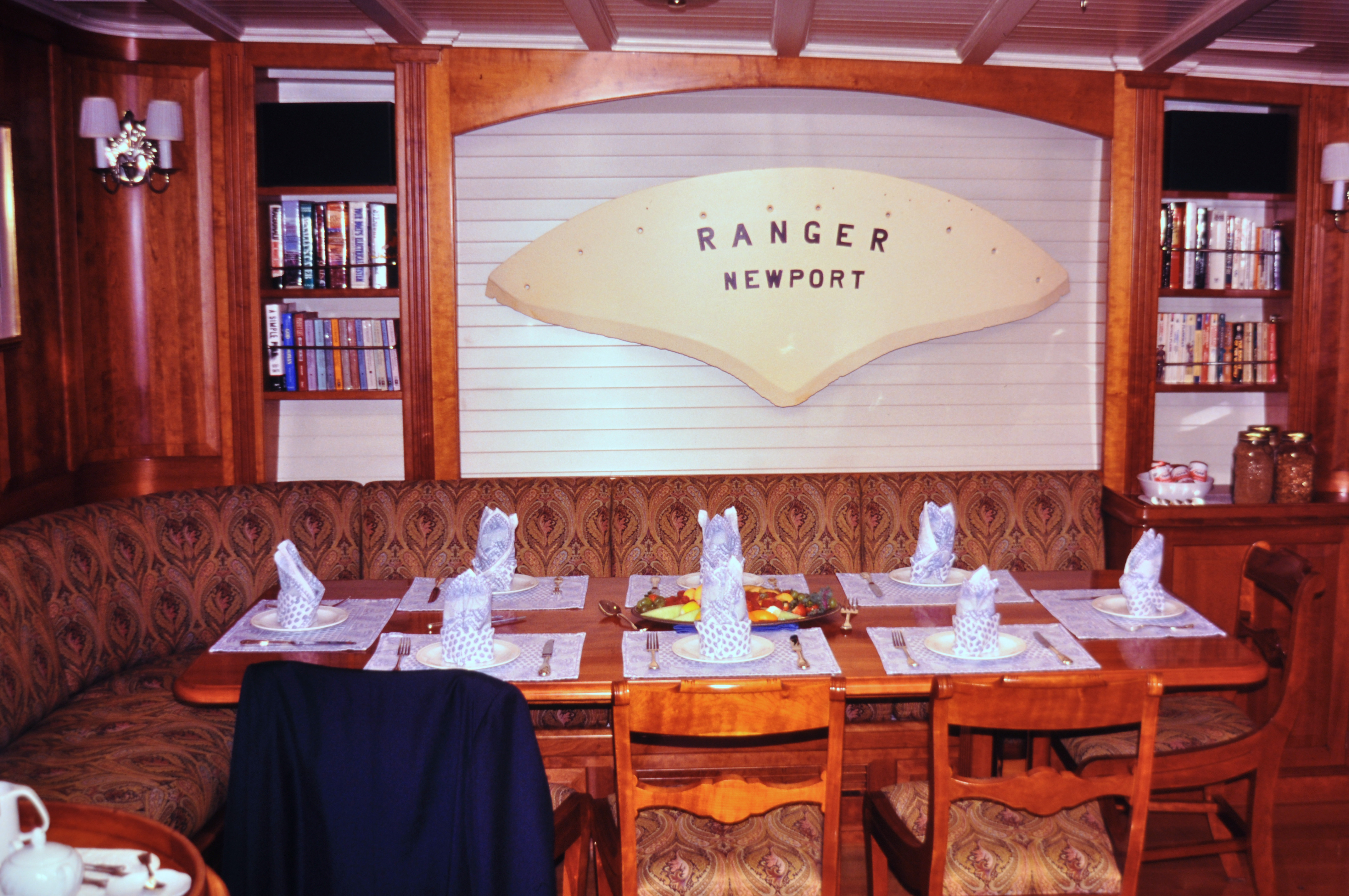
Het interieur
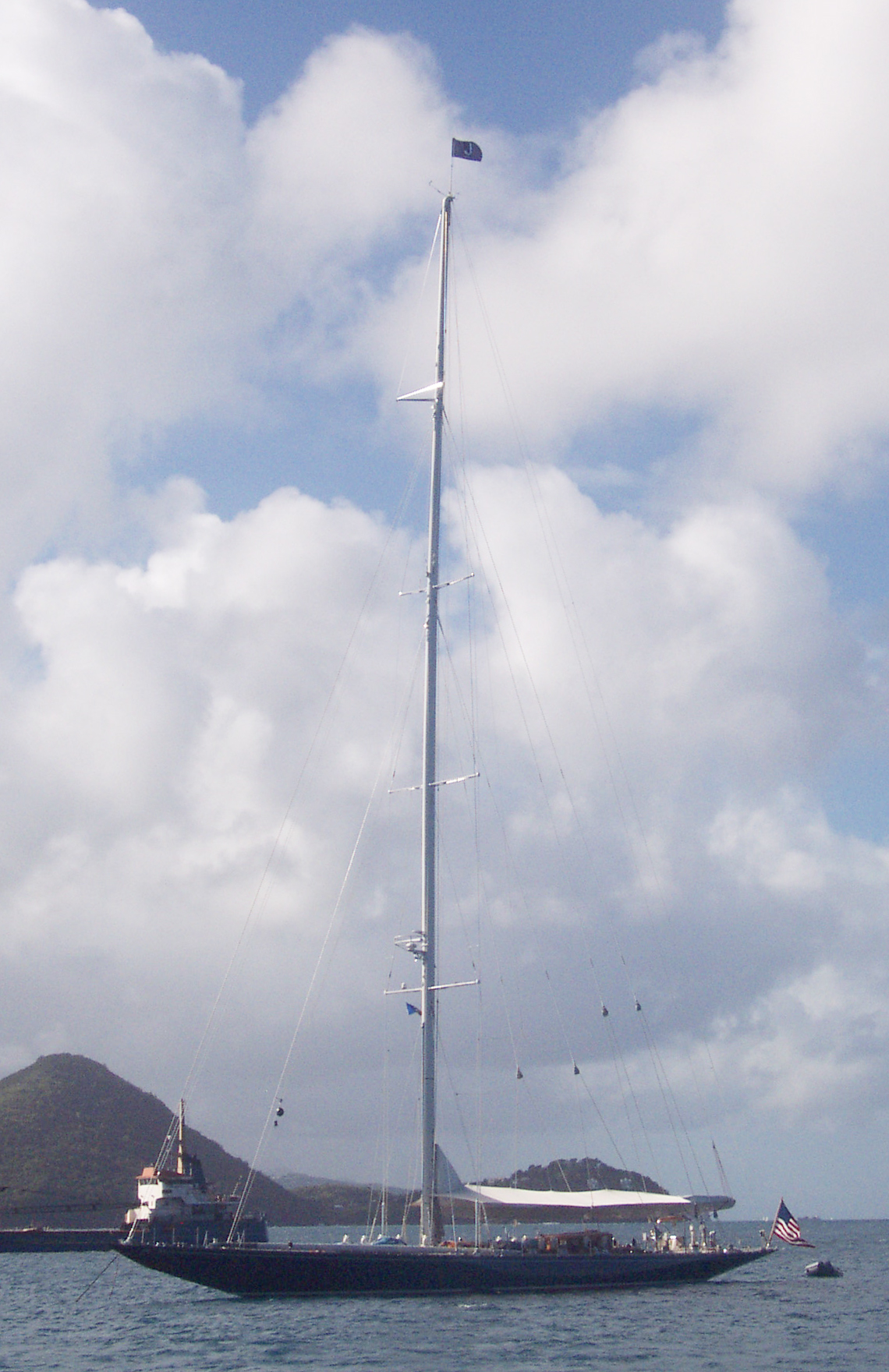
De Endeavour voor anker